# Utatsusaurus
Utatsusaurus is een geslacht van de vroegst bekende uitgestorven Ichthyopterygia, dat leefde in de Vroeg-Trias (ca. 245-250 miljoen jaar geleden). Het was bijna drie meter lang met een slank lichaam. 

## Naamgeving
Het eerste exemplaar werd gevonden in Utatsu-cho (nu onderdeel van Minamisanriku-cho), Miyagi Prefecture, Japan. 
In 1977/1978 werd de typesoort Utatsusaurus hataii benoemd door Tokio Shikoma e.a. Het is de enige benoemde soort in het geslacht Utatsusaurus en het enige lid van de familie Utatsusauridae. De geslachtsnaam Utatsusaurus werd naar de stad vernoemd. De soortaanduiding eert professor Akio Hatta. 
De fossielen zijn gevonden in de Osawaformatie uit het Vroeg-Trias in de prefectuur Miyagi, Japan en British Columbia, Canada. Het holotype is IGPS 95941, een skelet met schedel.

## Beschrijving
In tegenstelling tot de (meer afgeleide) ichthyosauriërs heeft Utatsusaurus geen rugvin en een brede schedel. De snuit loopt langzaam taps toe, vergeleken met de meer afgeronde van meer afgeleide ichthyopterygiërs. Het postorbitale overlapt het langwerpige achterste uitsteeksel van de postfrontale. Dit is een duidelijke plesiomorfe toestand voor ichthyopterygiërs. Voor de grootte van de schedel zijn de tanden vrij klein en gerangschikt in een basale groef. Ze hebben lengtegroeven en men dacht eerst dat ze langer en scherper waren dan bij Grippia, een andere basale ichthyopterygiër. Maar na hernieuwd onderzoek van het holotype werd gemeld dat ze nogal bot en robuust waren. Utatsusaurus had kleine vinnen met vijf vingers. Bovendien hebben die vingers tot vijf extra vingerbotten, wat hyperfalangie wordt genoemd. De staart had een lange lage vin, wat suggereert dat het dier zwom door golving van het hele lichaam, in plaats van zijn peddels of een uiterste staartvin te gebruiken.

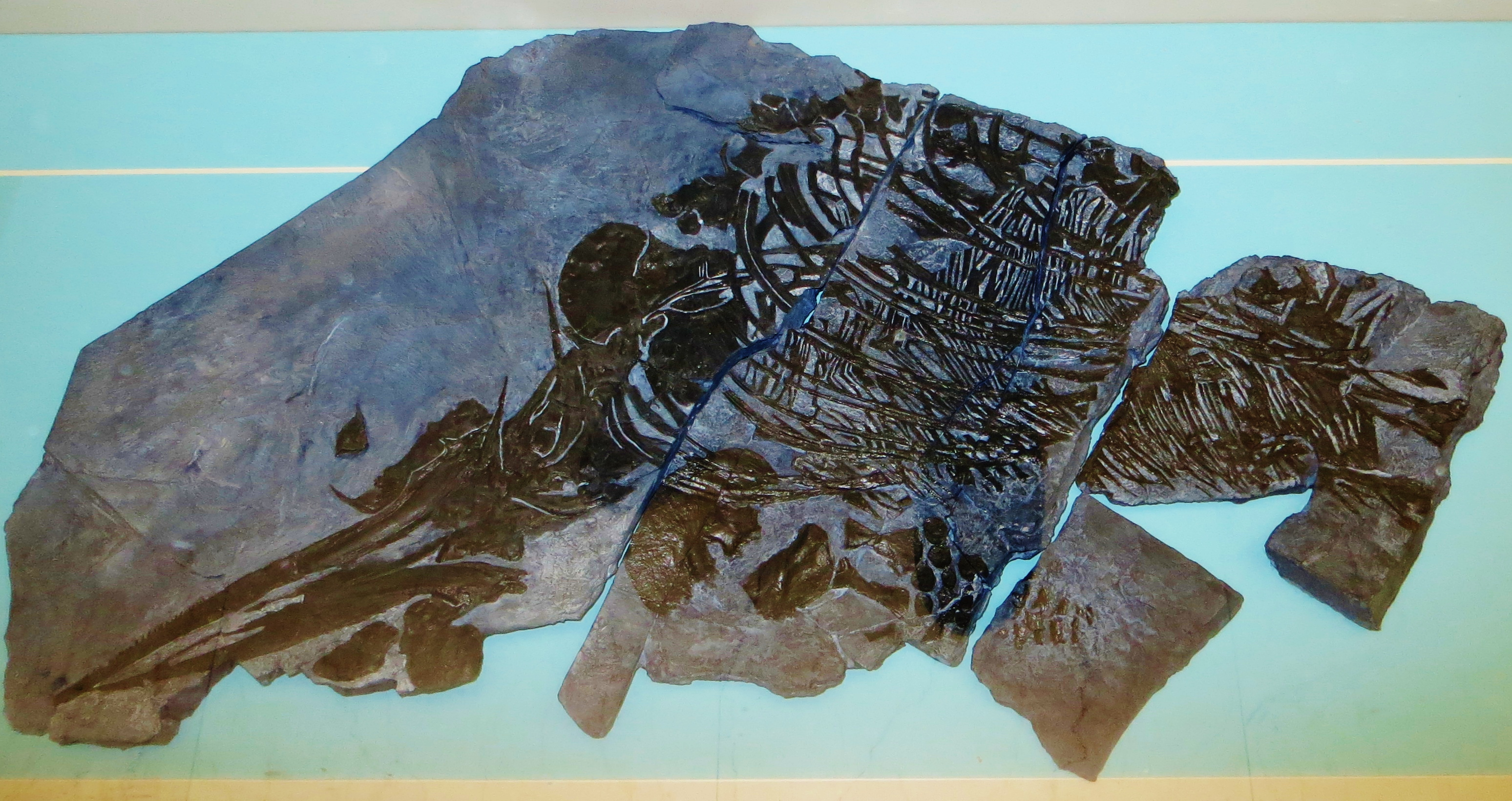
Een skelet

Utatsusaurus heeft overgangskenmerken tussen voorouderlijke landbewonende amnioten en de, meer afgeleide, ichthyosauriërs. Ten eerste was de bevestiging van de bekkengordel aan de wervelkolom waarschijnlijk niet robuust genoeg om het lichaam op het land te ondersteunen, in tegenstelling tot landbewonende amnioten. De bekkengordel is aan de wervelkolom bevestigd door de sacrale ribben die waarschijnlijk scharnieren met het darmbeen, maar de ribben zijn niet samengesmolten met de sacrale wervels. Ten tweede hebben het opperarmbeen en het dijbeen dezelfde lengte. Terwijl ichthyosauriërs een langer opperarmbeen hebben, hebben landbewonende amnioten een langer dijbeen. Verder lijkt de achterpoot als geheel groter te zijn dan de voorpoot.

## Paleobiologie
Utatsusaurus voedde zich hoofdzakelijk met vis.
Hij heeft ongeveer veertig presacrale wervels die cilindrisch zijn, wat suggereert dat het waarschijnlijk met een palingachtige beweging zwom.

## Fylogenie

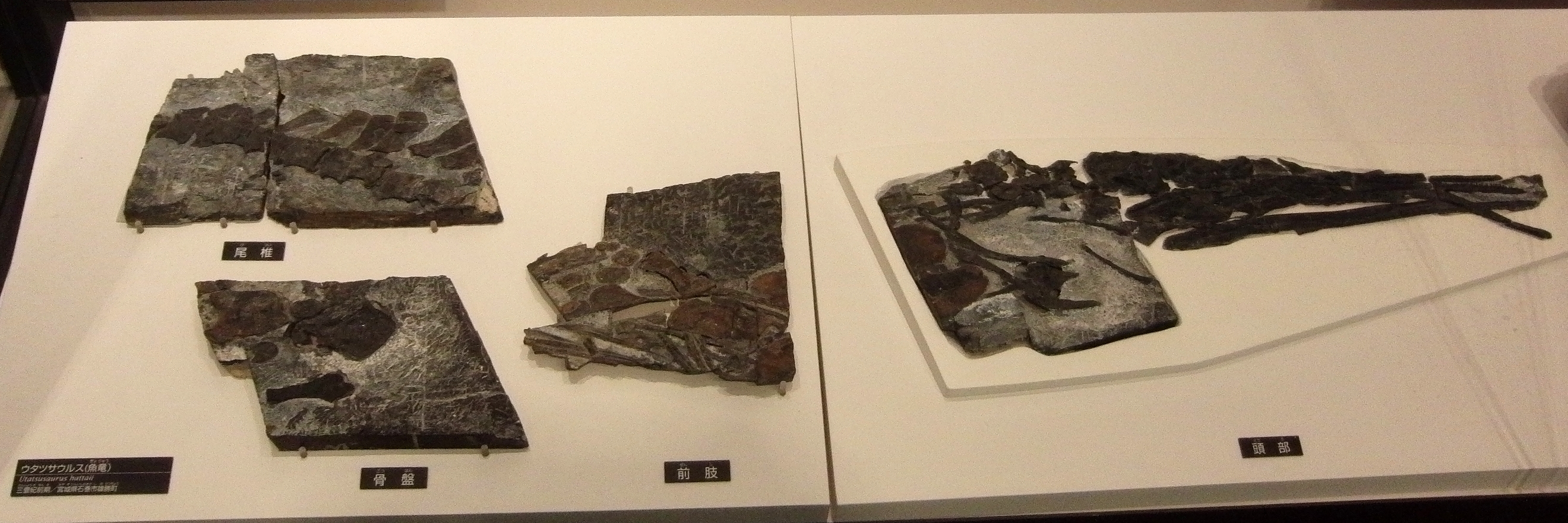
Een specimen in Japan

Utatsusaurus werd eerst in de Ichthyosauria geplaatst.
Ryosuke Motani van de University of California, Berkeley, en Nachio Minoura en Tatsuro Ando van de Hokkaido University onderzochten in 1998 de fossielen van Utatsusaurus opnieuw met behulp van computerbeelden om de vervorming van het oorspronkelijke skelet ongedaan te maken. Ze ontdekten dat Utatsusaurus nauw verwant was aan de hagedisachtige diapside reptielen zoals Petrolacosaurus, waardoor ichthyopterygiërs een verre verwant waren van hagedissen, slangen en krokodillen. Ze gebruikten ook fylogenetische analyses en concludeerden dat ichthyosauriërs lid waren van de Diapsida en de zustergroep van de Sauria. Bovendien rapporteerden Cuthbertson en collega's van de University of Calgary, Canada in 2013 met behulp van fylogenetische analyses dat Ichthyopterygia een monofyletische groep is en Utatsusaurus en Parvinatator zijn een basale clade buiten de Ichthyosauria.

## Vernietiging van de Gyoryū-kan
Minamisanriku-cho in Japan is een bekende plaats die een aantal fossielen van ichthyosauriërs en het holotype-exemplaar van Utatsusaurus heeft opgeleverd. Een museum (genaamd Gyoryū-kan (魚竜館), letterlijk vertaald als 'een huis van visdraken') werd gebouwd om die fossielen te bewaren en weer te geven, en meer dan zestigduizend mensen hadden het een jaar bezocht. Op vrijdag 11 maart 2011 werd het museum echter verwoest tijdens de aardbeving en tsunami in Tōhoku in 2011. Ten tijde van de aardbeving werden de fossielen van Utatsusaurus op een andere plaats bewaard en de meeste andere fossielen die in het museum werden getoond, werden geborgen, maar het museum zelf is nog niet gerestaureerd en heropend.